# بطولة تونس لألعاب القوى 1968
بطولة تونس لألعاب القوى 1968 هو الدورة 13 من بطولة تونس لألعاب القوى.

فاز بهذا الموسم الزيتونة الرياضية.

## روابط خارجية
- الموقع الرسمي للجامعة التونسية لألعاب القوى.